# أكسيداز الزانثين
أوكسيديز الزانثين أو أكسيداز الزانثين (Xanthine oxidase) هو شكل من أشكال الزانثين المؤكسدة المختزلة، وهو نوع من الإنزيم الذي يولد أنواع الاكسجين التفاعلية .> هذه الانزيمات تحفيز أكسدة من هيبوزانتين إلى الزانثين ويمكن أن تزيد من تحفيز أكسدة الزانثين إلى حمض اليوريك . هذه الانزيمات تلعب دورا هاما في الانتقاض من البيورينات في بعض الأنواع، بما في ذلك البشر.
يتم تعريف أوكسيديز الزانثين كنشاط انزيم (EC 1.17.3.2). 5] نفس البروتين، xanthine dehydrogenase activity (EC 1.17.1.4). والتي في البشر لديه HGNC المعتمدة الجين رمز XDH، يمكن أن يكون أيضا نازعة الزانثين النشاط EC 1.17.1.4). معظم من البروتين في الكبد موجود في نموذج مع النشاط نازعة الزانثين، ولكن يمكن تحويلها إلى أوكسيديز الزانثين عن طريق عكس عملية أكسدة سلفهيدريل أو لا رجعة فيه لتعديل البروتين.

## رد الفعل
يتم تحفيز التفاعلات الكيميائية التالية أوكسيديز الزانثين:
هيبوزانتين + H 2 O + O 2 \ rightleftharpoons الزانثين + H 2 O 2
الزانثين + H 2 O + O 2 \ rightleftharpoons حمض اليوريك + H 2 O 2
يمكن أوكسيديز الزانثين تعمل أيضا على بعض البيورينات الأخرى، pterins، والألدهيدات. على سبيل المثال، فإنه يحول بكفاءة 1-بالميثيل (أ المستقلب من الكافيين ) لحمض 1-methyluric، ولكن لديها نشاط يذكر على 3 بالميثيل.
تحت بعض الظروف يمكن أن تنتج الفائق أيون RH + H 2 O + O 2 2 \ rightleftharpoons ROH + 2 O 2 - + 2 H + [6]

هيبوزانتين (one oxygen atom)
زانثين (two oxygens)
حمض البول (three oxygens)

## وصلات خارجية
- Xanthine+Oxidase في المكتبة الوطنية الأمريكية للطب نظام فهرسة المواضيع الطبية (MeSH).